# Hank Herring
Horace H. Herring, detto Hank (St. Petersburg, 19 giugno 1922 – Lemoore, 18 maggio 1999), è stato un pugile statunitense.

## Palmarès

### Olimpiadi
- Argento a Londra 1948 nei pesi welter.